# The Alliance of the Kings
"The Alliance of The Kings" es el primer álbum de estudio de la banda Epic Metal Sinfónico Ancient Bards el álbum fue lanzado el 12 de marzo de 2010 , el álbum relata la historia de la saga "Black Crystal Sword" que se convierte en la manzana de la discordia por Los Cuatro Reyes y el malvado Mago Oscuro.

## Personajes
- Dorus - Un muchacho misterioso quien lleva malas noticias a Daltor.
- Sendor Trains - Malvado Mago Oscuro (supremo, carácter inmortal, antagonista)
- Daltor Stone - El Rey del país del Oeste. Valeroso cazadragones. portador de la espada plateada.
- Rahed Ward- El rey de los elfos de la montaña ciega. portador del arco de oro.
- Alron Bleed- El príncipe del desierto del Norte. portador de la antigua varita de magia negra.
- Shena Flow- Reina del helado bosque donde habitan los Kerims; portadora del anillo de magia blanca.

## Lista de canciones
| N.º | Título                    | Duración |  |
| 1.  | «Prelude»                 | 1:55     |  |
| 2.  | «The Birth Of Evil»       | 5:31     |  |
| 3.  | «Four Magic Elements»     | 4:59     |  |
| 4.  | «Only The Brave»          | 6:15     |  |
| 5.  | «Frozen Mind»             | 7:24     |  |
| 6.  | «Nightfall In Icy Forest» | 1:17     |  |
| 7.  | «Lode Al Padre»           | 6:26     |  |
| 8.  | «Daltor the Dragonhunter» | 8:42     |  |
| 9.  | «Farewell My Hero»        | 6:51     |  |
| 10. | «Faithful to Destiny»     | 8:45     |  |

- Datos: Q6143991